# Daucus crinitus
Daucus crinitus és una planta de la família de les  Umbel·líferes i pertany al mateix gènere que la pastanaga (Daucus carota). Les umbel·les estan llargament pedunculades. És una rabassa gruixuda que porta, a l'àpex, les veïnes de les fulles velles. Les lacínies foliars, és a dir, els segments estrets en els que es divideixen algunes fulles, estan aparentment disposades sobre el raquis com en verticils, bracteòles més curtes que els radis de la umbèl·lula fructífera, el fruit és de 4 a 6 mm, amb agullons de 2 a 3 mm.